# Boeddhistische stromingen
Het boeddhisme is ontstaan uit de leer van de Boeddha, en leeft voort in de boeddhistische gemeenschap. Boeddhisten streven naar verlichting, de verlossing van het lijden door het zien van de werkelijkheid zoals ze is: veranderlijk en onbestendig.

## Stromingen
De huidige drie boeddhistische hoofdstromingen zijn het Theravada, Mahayana en Vajrayana.
- Theravada is de oudste school en houdt zich voornamelijk met de geschriften bezig en de bevrijding van het individu en is voornamelijk verspreid naar Zuidoost-Azië.
- Mahayana is ook bekend als het "grote voertuig" en richt zich op verlossing voor iedereen en is voornamelijk verspreid naar het noorden, zoals China en Japan.
- Vajrayana is ook bekend als het "diamanten voertuig" of tantrisch boeddhisme, en is een onderdeel van het Mahayana. Dit is de meest esoterische school en is voornamelijk verspreid naar Tibet en de landen daaromheen, maar wordt ook gevonden in China en Japan.

### Overzicht boeddhistische geschiedenis
- Geschiedenis van het boeddhisme
- Boeddhisme per land

### Overzicht van de belangrijkste stromingen
Binnen deze boeddhistische stromingen kunnen verschillende scholen (sekten en tradities) onderscheiden worden.
Feitelijk is de term Hinayana hier incorrect. Dit is een term die het Mahayana aan niet-Mahayana-scholen heeft gegeven. De koppen in dit schema zijn dientengevolge alleen terug te vinden in de boeken van het Mahayana. Het Theravada-boeddhisme is geen Hinayana!

## Theravada
Het Theravada-boeddhisme is de enige overgebleven school van de oudste boeddhistische scholen. Het Theravada heeft zich verspreid over Zuidoost-Azië.

### Geschiedenis van het Theravada
Indiaas boeddhisme
- Vroege geschiedenis van het boeddhisme
- Kroniek van het boeddhisme
- Boeddhisme in India
- Vroege boeddhistische scholen

 Theravada
- Theravada
- Verspreiding van het Theravada

### Sri Lanka
In Sri Lanka staan zowel de suttas als de Abhidhamma en Visuddhimagga in hoog aanzien.
- Siam Nikaya: heeft origine in Thaise Maha Nikaya (1753). Accepteert alleen monniken uit de hoogste kaste, alhoewel de Boeddha dit verbood.
  - Waturawila (of Mahavihara Vamshika Shyamopali Vanavasa Nikaya): bostraditie.
- Amarapura Nikaya: origine in de Thudhamma Nikaya van Myanmar (1800).
  - Kanduboda (of Swejin Nikaya): semi-bostraditie, veelal vipassana meditatie.
  - Tapovana (of Kalyanavamsa): semi-bostraditie, veelal vipassana meditatie.
- Ramañña Nikaya: origine in Myanmar, via Thailand naar Sri Lanka (19e eeuw).
  - Galduwa (of Kalyana Yogashramaya Samsthava): Grootste en striktste bostraditie in Sri Lanka. Hoge standaard van vinaya, benadrukt meditatie.
  - Delduwa: oudere en kleinere groep boskloosters.

### Thailand
In Thailand ligt de nadruk vaak op de leer uit de suttas, en spelen de commentariële geschriften een relatief ondergeschikte rol..
- Maha Nikaya: grootste monastische organisatie in Thailand. Afkomstig uit Sri Lanka omstreeks 1200.
  - Dhammakaya: relatief nieuwe beweging.
- Dhammayuttika Nikaya: afsplitsing van de Maha Nikaya in 19e eeuw.
- Thaise Bostraditie: benadrukt de praktijk: Vinaya en meditatie.
  - Traditie van Ajahn Mun (sinds circa 1900, onderdeel van Dhammayoettika Nikaya)
  - Traditie van Ajahn Chah (eerste klooster in 1954, onderdeel van Maha Nikaya)
  - Traditie van Ajahn Sanong (ook wel de traditie van Wat Sanghathaan genoemd)

### Myanmar (Birma)
In Myanmar is er een grote nadruk op commentariële geschriften als de Abhidhamma en Visuddhimagga.
- Thudhamma Nikaya: ontstaan in de 18e eeuw als gevolg van samengaan van verschillende stromingen op bevel van de koning.
- Shwekyin Nikaya
- Vipassana traditie van Mahasi Sayadaw: benadrukt vipassana meditatie.
- De traditie van Pa Auk Sayadaw: benadrukt een meditatie-systeem gebaseerd op de Visuddhimagga.

### Bangladesh
Bangladesh kent de volgende stromingen:
- Sangharaj Nikaya: origine in Myanmar, 1864
- Mahasthabir Nikaya: voortzetting van oude lokale traditie, sterk beïnvloed door de Sangharaj Nikaya.

## Mahayana
Het Mahayana (Grote Voertuig) is ontstaan in de eerste eeuw CE in India, vanuit de historische Mahāsamghika-school (sinds 383 v.Chr.).

### De belangrijkste filosofische scholen
Het Mahayana-boeddhisme kent twee filosofische scholen die zeer bepalend zijn geweest in het boeddhisme, en een stroming die geen specifieke school vormt, maar wel invloedrijk is.
- Madhyamaka ("Middelste Weg"; sinds tweede eeuw door Nāgārjuna in Zuid-India; Deconstructionisme: Shunyavada ("er is slechts leegte" leer))
  - Prāsamgika ("Reductieve School"; sinds circa 550 scheiding met Svātantrika door Buddhapālita)
  - Svātantrika ("Onafhankelijke School"; circa 550 door Bhāvaviveka uit Zuid-India; Bahyanumeyavada, objectieve wereld is niet illusionair of leeg en bestaat naast de mentale wereld)
    - Vaibhasika ("Direct Realisme School"; Bahya-pratyakshavada; zowel mentale wereld als objecten zijn reëel)
- Yogacara (Cittamatra, vanaf vierde eeuw, door o.a. Maitreya; Reconstructionisme: Vijñanavada ("er is slechts bewustzijn" leer))
- Tathagatagarba (geen aparte school, maar wel een invloedrijke stroming, die met name in het Zen-boeddhisme van invloed is)

### Scholen in China
China heeft een rijk boeddhistisch verleden:
Zuiver-land boeddhisme
- Amitabha-Boeddhisme ("Amidisme", "Zuiver Land-boeddhisme", China sinds circa 150 n.Chr. door Pers An Shi Kao (uit Parthië))
  - Jōdo-shū
  - Jōdo Shinshū
- Ching-tu ("Zuiver Land School" vanuit Mahayana circa 360 door Hui-yuan (oorspronkelijk een taoïst); devotioneel/anti-intellectueel)

Yogacara-Madhyamaka
- Chu-she ("Realistische School", circa 350 vanuit Peshavar (India) door Vasubhandu)
- San-lun (vanuit Indiase Madhyamaka van Nagarjuna door Kumarajiva vanaf circa 580)
- Fa-hsiang ("School van het Bewustzijn" via Indiase Yogachara) door Hsuan-Tsang vanaf circa 630)

Soetra-scholen
- Tien-tai of Fa-hua ("Witte Lotus School"; door Chih-i circa 560)
- Lu-tsung ("Vinaya School" door Tao-hsuan circa 650)
- Hua-yen of Avatamsaka ("Bloemschik School"; vanaf circa 650 door Tu-shun tot circa 850 na Chr.)
- Shaolin

Ch'an
- Chan (Sanskriet: "Dhyana", vanaf 527 n.Chr. vanuit India door Bhodidharma; nadruk op meditatie en "ware natuur")

### Scholen in Japan
In Japan komen de volgende scholen voor:
- Jodo-Shinshu
- Kegon
- Hosso
- Nichiren
  - Soka Gakkai
  - Nichiren Shoshu of America
  - Reiyukai
  - Rissho Koseikai
  - Nipponzan-Myohoji
- Tendai ("School van het Hemelse Rijk"; vanuit Chinese Tien-tai vanaf 9e eeuw)

Zen
- Zen (Dhyana School, vanuit Chinese Chan)
  - Rinzai
  - Soto
  - Obaku
  - Igyo
  - Hogen
  - Ummon

## Vajrayana
Vajrayana (Diamanten Voertuig) is ook bekend onder de namen Mantrayana en Tantrayana. Vanaf circa tweede eeuw, vroege boeddhistische tantra-beoefening in India vanuit de Madhyamaka en Yogacara scholen: vanaf circa 300 n.Chr. in India, o.a. naar China, Bengalen, Assam en Uddiyana).

### Geschiedenis van het Vajrayana
- Vajrayana
- Tibetaans boeddhisme

### Vajrayana-scholen
China'
- Chen-yen (of Mi-tsung, China vanuit India, vanaf circa 660)

Japan
- Shingon (Japan, vanaf 9e eeuw, via Chinese Chen-yen)

Tibet
- Tibetaans boeddhisme (sinds 642 n.Chr vanuit India), vier scholen[1]:
  - Oude school ("Oude vertalingen"):
    - Nyingma "Roodhoeden"; oudste, niet-monastieke school, sinds circa 760 vanuit India door Shantarakshita en Padmasambhava geïntroduceerd

- - Narma ("Nieuwe School"):
    - Sakya sinds 1073, voortgekomen uit Nyingma en lokale traditie
      - Jonang

    - Kagyü 11e eeuw door Marpa en milarepa
    - Gelug ("Deugdzamen", circa 1385 voortgekomen uit Kadampa traditie door Tsongkhapa
      - Kadampa in de 11e eeuw geïntroduceerd door Atisha

  - Oecumenische beweging:
    - Rimé-beweging (oecumenische filosofie, eind 19e eeuw door Jamgon Kongtrül Lodrö Thaye in Oost-Tibet)

## Westers boeddhisme
In de USA, Europa en Australië zijn Theravada, Tibetaans boeddhisme en Zen vertegenwoordigd. Er zijn formele lineages die verbonden zijn met de landen van herkomst, maar er lijken ook nieuwe vormen van leken-boeddhisme te ontstaan die klassieke boeddhistische leerstellingen combineren met westerse psychologische en romantische opvattingen.

## Verder lezen
- Schumann, Hans Wolfgang (2007), Boeddhisme. Stichter, scholen en systemen. Rotterdam: Asoka
- Harvey, Peter (1995), Buddhism. Teachings, history and practices. Cambridge: Cambridge University Press.
- Geurtz, Jan  Schrijver Leraar Tibetaans Boeddhisme, Dzogchen leer, bestseller: Verslaafd aan Liefde  wiki/Jan_Geurtz .